# Sedirisia liukiuensis
Sedirisia liukiuensis är en orkidéart som först beskrevs av Rudolf Schlechter, och fick sitt nu gällande namn av Julian Mark Hugh Shaw. Sedirisia liukiuensis ingår i släktet Sedirisia och familjen orkidéer. Inga underarter finns listade i Catalogue of Life.